# Jordania na Letnich Igrzyskach Olimpijskich 1992
Jordanię na Letnich Igrzyskach Olimpijskich 1992 reprezentowało czworo zawodników: trzech mężczyzn i jedna kobieta. Był to czwarty start reprezentacji Jordanii na letnich igrzyskach olimpijskich.

## Skład kadry

### Lekkoatletyka
Mężczyźni
- Awad Al-Hasini

bieg na 5000 m - odpadł w eliminacjach,
bieg na 10 000 m - odpadł w eliminacjach,
- Fakhredin Fouad Al-Dien Gor - skok wzwyż - 42. miejsce,

### Strzelectwo
- Khaled Naghaway - skeet - 60. miejsce,

### Tenis stołowy
Kobiety
- Nadia Al-Hindi - gra pojedyncza - 49. miejsce,